# 2015 AS293
2015 AS293 est un objet transneptunien en résonance 5:12 avec Neptune. 